# Bādāmūk
Bādāmūk (persiska: Bādūmak, بادومک, Bādāmūn, Bādāmak, باداموک) är en ort i Iran.   Den ligger i provinsen Khorasan, i den östra delen av landet, 700 km öster om huvudstaden Teheran. Bādāmūk ligger 1 867 meter över havet och antalet invånare är 248.
Terrängen runt Bādāmūk är kuperad, och sluttar västerut. Runt Bādāmūk är det mycket glesbefolkat, med 5 invånare per kvadratkilometer. Närmaste större samhälle är Eslāmīyeh, 19,6 km sydväst om Bādāmūk. Trakten runt Bādāmūk är ofruktbar med lite eller ingen växtlighet.